# Teoria di Kossel
La teoria di Kossel stabilisce che un legame ionico si instaura soltanto quando le caratteristiche energetiche degli atomi contraenti sono nettamente diverse. Fu il fisico tedesco Walther Kossel a elaborare, nel 1916, la teoria in modo indipendente da Gilbert N. Lewis. In pratica, secondo la teoria, il legame ionico viene ottenuto tramite acquisto e cessione di elettroni con l'effetto di raggiungere la configurazione elettronica stabile corrispondente a quella di un gas nobile (regola dell'ottetto).
Applicando la teoria, ad esempio, al caso riguardante il cloruro di sodio (NaCl), si può affermare che poiché la differenza di elettronegatività tra gli atomi di sodio e di cloro è maggiore di 1,7 i due atomi instaurano un legame ionico, con il sodio che consegue la configurazione elettronica del neon cedendo un elettrone mentre il cloro assume la configurazione dell'argon appropriandosi di un elettrone in più.